# Oles'ko
Oles'ko (in ucraino Олесько?, in polacco Olesko, in yiddish אַלעסק‎?) è un insediamento di tipo urbano (селище міського типу) dell'Ucraina situato nell'oblast' di Leopoli.
Fu la sede del rebbe di Oles'ko. Oles'ko era il luogo di residenza dello zaddik nel XIX secolo. Nel 1935 la sua popolazione ebraica ammontava a 738 unità.

## Monumenti e luoghi d'interesse

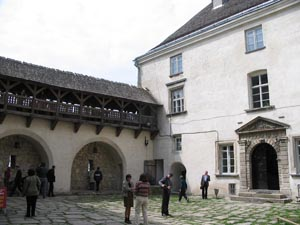
Cortile del castello

- Castello di Oles'ko, menzionato già alla fine del XIV secolo, vi nacque Giovanni III Sobieski, re di Polonia e Granduca di Lituania.